# El rei Gesar
El rei Gesar o El rei Guesar (en tibetà: གེ་ སར་ རྒྱལ་ པོ ; és una epopeia tibetana. És el text més llarg del món, i actualment el text èpic més antic que conserva vitalitat, del segle xii, que es refereix als fets heroics de l'heroi de la cultura Guesar, el «senyor sense por» del llegendari regne de Ling. Es representa diversament en poesia i en prosa, per ésser l'estil d'interpretació tradicional, i es canta extensament per tota l'Àsia central.

Un erudit tibetà ha escrit: 
| « | Com les excepcionals epopeies gregues, les epopeies índies i el Kalevala, El Rei Gesar és una brillant perla en el tresor cultural del món i una important contribució del nostre país a la civilització humana. | » |

## Origen i difusió
El rei Gesar és molt antic. Es desconeix quan va començar a compondre's. El manuscrit més antic que es conserva és del segle XII i es creu que va ser escrit per algun monjo budista. Es va divulgar gràcies a cantants de balades a les zones habitades per les ètnies tibetana, mongola i la monguor. Per mitjà de la seva representació, centenars de joglars segueixen transmetent les gestes del rei Gesar pel Tibet, Mongòlia interior, Qinghai i altres regions de República Popular de la Xina.
La primera versió impresa fou un text de Mongòlia publicat a Pequín l'any 1716. Va ser aquest text el que va servir de base per a la primera traducció d'una llengua occidental, una versió en rus publicada pel missioner Isaac Jacob Schmidt el 1836. Durant la dècada de 1860, un equip de monjos del monestir de Dzogchen dirigits pel monjo tibetà Ju Mipham Gyatso va realitzar una edició xilografiada.

## Argument
L'argument de El rei Gesar és el següent: fa moltíssims anys, les catàstrofes naturals i els desastres provocats per l'ésser humà assotaven les vastes extensions del Tibet; els dimonis i els espectres feien i desfeien al seu antull; el poble vivia sumit en un abisme de sofriments. El Bodhisattva de la Misericòrdia va voler rescatar al poble de tantes penalitats i va demanar al Buda Salvador Amida que enviés al món a Tuiba Gewafa, fill del déu, per sotmetre als dimonis. Tuiba Gewafa va aparèixer en el Tibet i es va presentar davant els rogencs tibetans com el rei Gesar, és a dir, com el seu sobirà. Els creadors de l'epopeia ho van dotar d'una personalitat inconfusible i de singulars poders, donant a llum a un semidiós. Aquesta figura heroica a mig camí entre els déus i els éssers humans reuneix les condicions per complir la sagrada missió de dominar als dimonis, reprimir la violència, ajudar els febles i beneficiar el poble. En aquest món, el rei Gesar va afrontar infinitat de situacions molt compromeses, de les quals va sortir sempre il·lès pels seus propis mitjans i gràcies a la protecció del seu pare. Finalment, l'heroi va aconseguir exterminar als dimonis i espectres que s'obstinaven a matar-ho. El rei Gesar va començar a posar fi a la desgraciada situació del poble el mateix dia del seu naixement; als cinc anys es va traslladar amb la seva mare a la vora del riu Groc (la Xina); als dotze va guanyar una carrera de cavalls i és entronitzat. Ja convertit en rei, va començar a aprofitar al màxim els seus extraordinaris poders per llançar expedicions de càstig contra els monstres de tota mena que poblaven aquest món. Sotmesos aquests, Gesar va aconseguir la bondat perfecta i va tornar amb la seva mare i la seva esposa al regne dels déus, amb el que la llarga epopeia arriba a la seva fi.

## Estructura, composició i estil
L'èpica consta d'una gran quantitat de versions, cadascuna amb moltes variants, i té fama per alguns com el més llarg del món. Encara que no hi ha un text definitiu, la compilació de la Xina en la versió tibetana ha omplert uns 120 volums, més d'un milió de versos, dividits en 29 "capítols" i més de 20 milions de caràcters. Els càlculs occidentals parlen de més de 50 llibres diferents editats fins ara a la Xina, l'Índia i el Tibet.
És més llarg que les cinc obres èpiques més famoses de la història, a saber:
- el Epopeia de Guilgameix (uns 3500 versos), de Babilònia;
- el Mahabharata (330 000 versos), epopeia de l'Índia antiga;[9]
- Shanameh o El llibre dels reis, de l'escriptor persa Firdawsí (935-1020), amb 60 000 versos.
- el Ramayana (48 000 versos), epopeia de l'Índia antiga;[10]
- la Bíblia (31 102 versicles, o 724 692 paraules).
- la Ilíada (de 15 693 versos) i l'Odissea, de l'antiga Grècia;
- les Triaves d'homes il·lustres de les Índies, de Juan de Castellanos (aproximadament 113 609 versos en espanyol).[11]

Cançons folklòriques, mites, contes i llegendes componen bona part del rei Gesar. Els seus nombrosos personatges, herois i tirans, homes i dones, joves i ancians, porten tots el segell de la seva personalitat inconfusible i apareixen descrits amb vives imatges.
Quant al llenguatge, manifesta les característiques pròpies de l'oralitat, entre les quals destaquen la profusió de refranys, l'ús de metàfores, la repetició de versos amb lleugeres variacions i la vinculació del final d'un episodi amb el principi del següent.